# ワールド・ミス・ユニバーシティ・コンテスト
ワールド・ミスユニバーシティ・コンテスト (WORLD MISS UNIVERSITY CONTEST) は、韓国に本部がある女子大生を対象とした国際規模のミス・コンテスト。

## 概要
1986年開始。全世界に愛と平和のメッセージを伝える広報活動をささえる、シンボルにふさわしい女子大生が選ばれる。略して「WMU（ダブリューエムユー）」と呼ばれる事もある。

## 歴代優勝者
- 1986年：ロザリー・ファン・ブレーメン（ オランダ）[4]
- 1992年：Heiðrún Anna Björnsdóttir[5]（ アイスランド）
- 1993年：Ewa Wachowicz[6]（ ポーランド）
- 1995年：Birgitta Ína Unnarsdóttir[7]（ アイスランド）
- 2000年：Renatan Fan[8]（ ブラジル）
- 2001年：Eleni Pechlivanidi[9]（ ギリシャ）
- 2003年：Ayusha Shrestha[10]（ ネパール）
- 2004年：Julija Djadenko[11]（ ラトビア）
- 2005年：Jade Collins[12]（ ニュージーランド）
- 2006年：クリスティアーナ・フリクスィオーネ[13]（ ニカラグア）
- 2007年：Aleksandra Plemic[14]（ ドイツ）
- 2008年：Sarnai Amar[15]（ モンゴル）
- 2009年：チョ・ウンジュ[16]（ 韓国）
- 2010年：Katie Farr[17]（ イングランド）
- 2011年：Siria Ysabel Bojorquez [18]（ アメリカ合衆国）
- 2012年：Mia Hasanagic（ デンマーク）
- 2014年：Karina Stephania Martin Jiménez（ メキシコ）
- 2016年：Kelin Poldy Rivera Kroll（ ペルー）
- 2017年：Zulema Vasquez（ スペイン）

## 注
1. ↑  “Year of Peace arrives”. The Register-Guard. AP通信. (1986年1月1日) 2010年10月25日閲覧。
2. ↑  “Vote for who should be Miss University Sierra Leone 2005”. Awareness Times. (2005年7月29日) 2010年10月25日閲覧。
3. ↑  “Face of Tertiary 2009 represents Ghana on world stage”.   ghanaweb.com (2010年7月17日). 2010年10月25日閲覧。
4. ↑  “Author of book on successful marriage-divorce”.   nieuws.nl (2010年7月7日). 2010年10月25日閲覧。
5. ↑  “Heiðrún Anna Björnsdóttir, Miss World University”. Morgunblaðið. (1992年10月8日) 2010年10月25日閲覧。
6. ↑  “Ewa Wachowicz for the entire year”. Gazeta Wyborcza. (1995年10月14日) 2010年10月25日閲覧. "Ewa Wachowicz, press secretary for then-Prime Minister Waldemar Pawlak and former Miss Polonia, third runner-up to Miss World 1992 and World Miss University University 1993."
7. ↑  “Icelandic girl”. Morgunblaðið. (1995年6月1日) 2010年10月25日閲覧。
8. ↑  “Jimena came up with three titles and more experience”. El Deber. (2000年6月13日) 2010年10月25日閲覧。
9. ↑  “World Miss University 2001 Competition”. Life. (2001年12月12日) 2010年10月25日閲覧。

“Ideal woman and man”. China Daily. (2001年12月20日) 2010年10月25日閲覧。
10. ↑  “Briefs”.   Nepal News (2003年9月12日). 2010年10月25日閲覧。
11. ↑  “News archive: October - December 2004”.   Pageant News Bureau (2004年11月). 2010年10月25日閲覧。 “Julija Djadenko, 23, of Latvia won the title of World Miss University in Shenzhen, China, on Nov. 19, 2004.”
12. ↑  “Kiwi Crowned World Miss University 2005”. Scoop. (2005年10月17日) 2010年10月25日閲覧。
13. ↑  “Frixione won world title”. La Prensa. (2006年11月12日) 2010年10月25日閲覧。
14. ↑  
“News archive: October - December 2007”.   Pageant News Bureau (2007年10月). 2010年10月25日閲覧。 “Aleksandra Plemic, 22, of Germany won the Miss World University Pageant in Seoul, South Korea, on Oct. 31, 2007.”

“Profile of Aleksandra Plemic”.   modelome.com. 2010年10月25日閲覧。

“Charming does not pass”. Kölnische Rundschau. (2007年3月3日) 2010年10月25日閲覧。
15. ↑  
“Miss World University”.   jemin.com (2008年11月28日). 2010年10月25日閲覧。
16. ↑  “Today's Photo”. The Chosun Ilbo. (2010年8月10日) 2010年10月25日閲覧。
17. ↑  “British Student Crowned World Miss University”. The Chosun Ilbo. (2010年12月14日) 2010年12月15日閲覧。
18. ↑  “The U.S. Siria Yasabel Bojorguez Crowned World Miss University 2011”